# Hermann Höfle

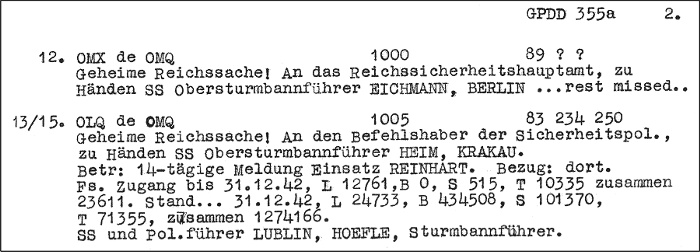
Telegram Hermanna Höflego do Adolfa Eichmanna i Franza Heima ze stycznia 1943

Hermann Julius Höfle (także Hans Höfle lub Hoefle, ur. 19 czerwca 1911 w Salzburgu, zm. 21 sierpnia 1962 w Wiedniu) – austriacki zbrodniarz wojenny, SS-Sturmbannfuhrer, szef sztabu akcji „Reinhardt” współodpowiedzialny za zagładę polskich i europejskich Żydów.

## Życiorys
Z zawodu był mechanikiem samochodowym. Do NSDAP wstąpił 1 sierpnia 1933 roku (od 1930 należał do austriackiej partii nazistowskiej). Należał także do SS (numer ewidencyjny 307 469), dochodząc w niej do stopnia Sturmbannführera.
Brał udział w prześladowaniach niemieckich Żydów podczas tzw. nocy kryształowej. Po inwazji III Rzeszy na Polskę pełnił służbę w Selbstschutzu w Nowym Sączu.
Na początku 1942 trafił do Lublina, gdzie został włączony przez dowódcę SS i Policji w dystrykcie lubelskim Odila Globocnika, który poznał go w latach 30., do organizowania akcji „Reinhardt”.
Został szefem sztabu akcji (Leiter der Hauptabteilung Aktion Reinhardt). Koordynował działania dowódców SS i policji w poszczególnych dystryktach Generalnego Gubernatorstwa (GG), ich władz cywilnych i kolei związane z wysiedleniem Żydów do obozów zagłady. Brał też bezpośredni udział w akacjach deportacyjnych (m.in. w Lublinie i Warszawie). Kierował wielką akcją deportacyjną Żydów z getta warszawskiego do obozu zagłady w Treblince latem 1942.
W styczniu 1943 wysłał telegram do Adolfa Eichmanna w Berlinie oraz zastępcy komendanta Policji Bezpieczeństwa GG w Krakowie Franza Heima podając liczbę ofiar obozów na Majdanku, Bełżcu, Sobiborze i Treblince na dzień 31 grudnia 1942 (tzw. telegram Höflego). Z odkodowanej przez wywiad brytyjski i odtajnionej w 2000 r. treści telegramu wynika, że w tych czterech obozach zamordowano 1 274 166 osób.
Pozostał w Lublinie po przeniesieniu Globocnika do Włoch. Razem z nowym dowódcą SS i Policji w dystrykcie lubelskim Jakobem Sporrenbergiem w listopadzie 1943 kierował akcją „Erntefest”, w czasie której zamordowano kilkadziesiąt tysięcy pozostających jeszcze przy życiu Żydów.
Pod koniec wojny znalazł się w Trieście, ponownie pod rozkazami Globocnika. 31 maja 1945 wraz z nim został aresztowany w Karyntii przez aliantów. W 1947 został przekazany austriackiemu wymiarowi sprawiedliwości, jednak został przez Austriaków zwolniony. Po tym, jak Polska wystąpiła o jego ekstradycję, ukrywał się na terenie Włoch, a potem RFN.
Został ponownie aresztowany w 1961 w Salzburgu. Popełnił samobójstwo przez powieszenie w więzieniu w Wiedniu przed rozpoczęciem procesu 21 sierpnia 1962.